# Gora Ambarcumjana
Gora Ambarcumjana (englisch; russisch Гора Амбарцумяна Gora Ambarzumjana) ist ein Berg im ostantarktischen Mac-Robertson-Land. In den Prince Charles Mountains ragt er in der Umgebung des Goodall Ridge auf.
Russische Wissenschaftler nahmen 1986 seine Benennung vor. Namensgeber ist der armenische Astrophysiker und Astronom Wiktor Hambardsumjan (1908–1996).